# Lê Thùy
Lê Thùy (1922-1999) là một tướng lĩnh Quân đội nhân dân Việt Nam, hàm Trung tướng.

## Tiểu sử
Trung tướng Lê Thùy tên thật là Lê Văn Lộc, quê ở xã Dân Chủ, huyện Hòa An, tỉnh Cao Bằng. Ông là người dân tộc Tày, tham gia phong trào chống Pháp từ những năm 1940, tham gia phong trào Việt Minh và gia nhập Đảng Cộng sản Đông Dương vào năm 1941.
Ông tham gia xây dừng tổ chức cơ sở ở các tỉnh Bắc Kạn, Tuyên Quang, Yên Bái và là chỉ huy của lực lượng Việt Nam Giải phóng quân huyện Chiêm Hóa vào năm 1945.

## Binh nghiệp
Sau Cách mạng tháng Tám, ông tiếp tục hoạt động trong quân đội. Tháng 5 năm 1948, Trung đoàn 165 được thành lập ở thôn Tông Áng, xã Khánh Thiện, huyện Lục Yên, tỉnh Yên Bái. Ông trở thành Trung đoàn trưởng Trung đoàn 165. Năm 1950, Đại đoàn 312 thành lập, sau Chiến dịch Trần Hưng Đạo, Trung đoàn 165 được biên chế vào Đại đoàn 312. Ông được phong hàm Đại tá.
Dưới sự chỉ huy của ông, Trung đoàn 165 đã tham gia nhiều trận đánh, chiến dịch quan trọng như giải phóng Yên Bình xã - Nghĩa Đô, giải phóng huyện Bắc Hà, giải phóng tỉnh lỵ Lào Cai, Chiến dịch Lê Hồng Phong, Chiến dịch Hòa Bình, Chiến dịch Lý Thường Kiệt, Chiến dịch Điện Biên Phủ. Trong chiến dịch Điện Biên Phủ, ông bị thương nặng và được bác sĩ Trần Minh Quang cứu trị.
Năm 1955, Sư đoàn 335 thành lập từ ba Trung đoàn quân tình nguyện Việt Nam ở Lào là Trung đoàn 280, Trung đoàn 673 và Trung đoàn 83, ông trở thành Sư đoàn trưởng Sư đoàn. Năm 1958, ông chỉ huy Trung đoàn 280 khai phá khu vực cao nguyên Mộc Châu, tiền đề hình thành lên Thị trấn Nông trường Mộc Châu. Về sau, ông được chuyển làm Sư đoàn trưởng Sư đoàn 316, rồi Tham mưu trưởng, Phó Tư lệnh, Tư lệnh Quân khu Tây Bắc. Năm 1974, ông được phong hàm Thiếu tướng. Trong thời gian này, ông đã chỉ huy đơn vị hỗ trợ cho lực lượng Pathet Lào.
Sau kháng chiến chống Mỹ, năm 1976, Quân khu Tây Bắc được sáp nhập thành Quân khu 1, ông trở thành Phó Tư lệnh Quân khu 1. Năm 1978, ông được thăng hàm Trung tướng. Khi Quân khu 2 được tái lập, ông được điều về làm Phó Tư lệnh Quân khu trước khi nghỉ hưu.
Ông mất năm 1999.

## Gia đình
- Lê Công, con trai, Thiếu tướng Quân đội Nhân dân Việt Nam, Tổng Giám đốc Ngân hàng Thương mại Cổ phần Quân đội (MB).[9]
  - Lê Phương Linh, cháu gái, con gái Thiếu tướng Lê Công, Trưởng phòng Kinh doanh Ngân hàng Thương mại Cổ phần Quân đội (MB).[10]
- Lê Hồng Liên, con gái, giáo viên, nguyên mẫu trong truyện ngắn Hoa ban trắng của nhà văn Trịnh Xuân Trứ, in trong tập truyện Những người lính.[11]
- Lò Văn Pấng, con rể, chồng bà Lê Hồng Liên, nhà điêu khắc.[12]